# Cuaderno artesanal

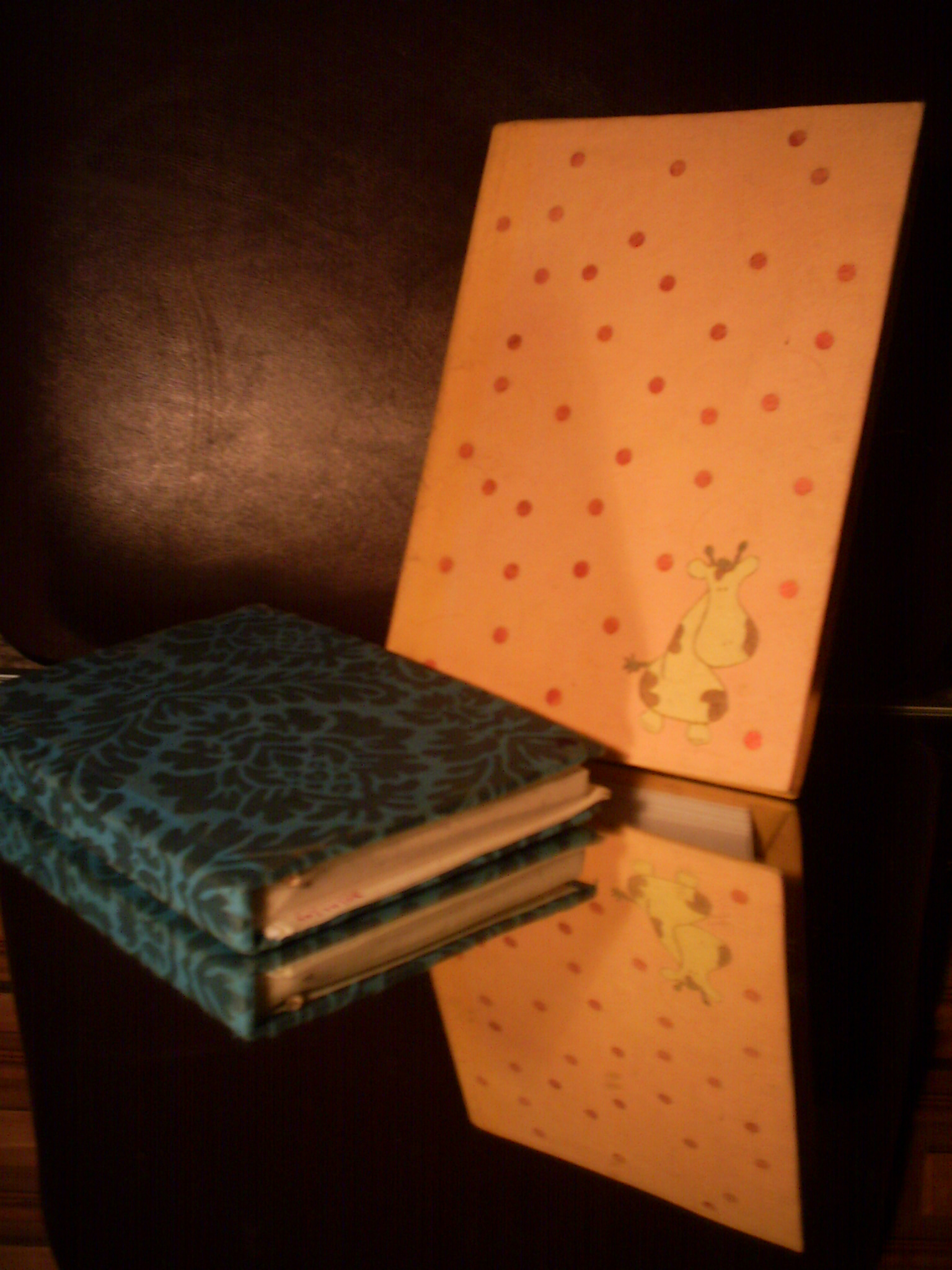

El cuaderno artesanal tuvo sus orígenes en 1902, cuando el australiano J. A. Birchall le dio vida al primero de ellos, juntando varias hojas de manera inteligente y ordinaria, en solo un montón. Durante esos años era común el uso de folios sueltos, ya que no existía ni la ocurrencia de un cuaderno más moderno (debido a su reciente creación) ni, en consecuencia, las maquinarias necesarias para confeccionarlos. 
A través del tiempo, su concepto ha ido evolucionando y en el siglo en que vivimos existen los cuadernos con anillado, que paulatinamente fueron reemplazando al cuaderno artesanal. Así en tiempos de concientización ambiental, los cuadernos artesanales son fabricados por artesanos con un neto fin ecológico, ya que el material primordial para su confección son las hojas hechas con papel reciclado, unidas mediante la técnica de encuadernación. El uso de éstos, no difiere del de un cuaderno convencional, se usa para tantas o más cosas que ellos.
En Chile, se pueden encontrar, en las llamadas "ferias artesanales", dónde se hallan ejemplares que varían en tamaños, colores y técnicas utilizadas para el diseño y la decoración de estos. 